# Dalamyrar
Dalamyrar este o arie protejată (arie specială de conservare — SAC, sit de importanță comunitară — SCI) din Suedia întinsă pe o suprafață de 5,9 ha, integral pe uscat.

## Localizare
Centrul sitului Dalamyrar este situat la coordonatele 58°15′07″N 13°49′17″E / 58.252°N 13.8214°E.

## Înființare
Situl Dalamyrar a fost declarat sit de importanță comunitară în ianuarie 1997 pentru a proteja 1 specie de plante. Situl a fost protejat și ca arie specială de conservare în martie 2011.

## Biodiversitate
Situată în ecoregiunea boreală, aria protejată conține 4 habitate naturale: Mlaștini împădurite, Lacuri eutrofice naturale cu vegetație de tip Magnopotamion sau Hydrocharition, Mlaștini alcaline, Mlaștini turboase de tranziție și turbării mișcătoare.
La baza desemnării sitului se află o specie protejată de  plante: Hamatocaulis vernicosus.